# رالی ایرانی
رالی ایرانی مجموعه‌ای ویدئویی است که برای شبکه ویدئویی خانگی ساخته شد.
«رالی ایرانی» نخستین فیلم-مسابقه ایرانی است که در ژانر تلویزیونی واقع‌نما ساخته می‌شود. تجربه‌ای که با طراحی سعید ابوطالب تهیه‌کننده و کارگردان مستند-مسابقه سرزمین دانایی آغاز شد و با افزوده شدن افراد دیگری چون آرش معیریان به عنوان کارگردان و با همان تیم بزرگ تجربه این ژانر در سینما ادامه یافت. مجری طرح و سرمایه‌گذار این مجموعه محمدرضا مصباح بوده‌است.
نخستین سری مجموعه در ۶ قسمت در سال ۱۳۹۱  ساخته شده و  بر روی ۳ دی وی دی ارائه گشت. در سری نخست سه گروه دو نفره از هنرمندان به نام‌های محمدرضا فروتن و  سیروان خسروی، الناز شاکردوست و بهنوش بختیاری و سحر ولدبیگی و نیما فلاح در ۳ لوکیشن مختلف با هم رقابت می‌کردند و فرزاد حسنی به عنوان مجری و داور آن‌ها را همراهی می‌کرد. برنده سری اول این مجموعه نیما فلاح و سحر ولدبیگی بودند. سری دوم پس از سری اول توزیع شد. در سری سوم هم نیما فلاح و سحر ولدبیگی ۲۰ میلیون تومان برنده شدند و این مجموعه به پایان رسید.

## بازیگران

### بازیگران فصل اول
- محمدرضا فروتن
- فرزاد حسنی
- بهنوش بختیاری
- الناز شاکردوست
- نیما فلاح
- سحر ولدبیگی
- سیروان خسروی

### بازیگران فصل دوم
- فرزاد حسنی
- امیرحسین رستمی
- ترلان پروانه
- کامران تفتی
- کامبیز دیرباز
- امیرعباس گلاب
- نیوشا ضیغمی
- سیاوش خیرابی
- نیما شاهرخ شاهی
- متین ستوده
- سمیرا حسینی
- بهناز شفیعی
- فردین ناجی
- سالی بسما
- امیر کربلایی‌زاده